# Maria Riva

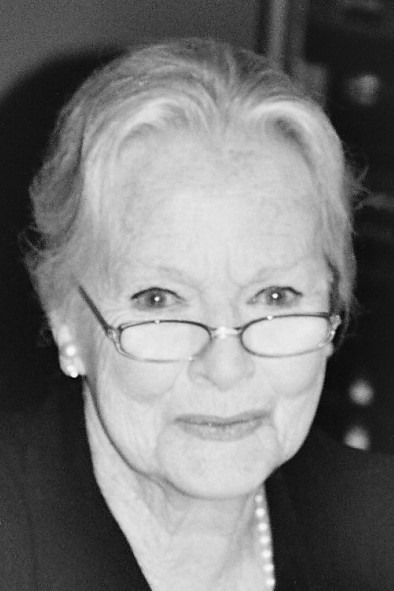
Maria Riva, 2005

Maria Elisabeth Riva (* 13. Dezember 1924 in Berlin als Maria Elisabeth Sieber) ist eine US-amerikanische Schauspielerin, Autorin und das einzige Kind von Marlene Dietrich.

## Leben
1924 wurde Maria als Tochter von Marlene Dietrich und deren Mann, dem Regieassistenten Rudolf Sieber, in Berlin geboren. Nachdem ihre Mutter Marlene Dietrich nach Hollywood gegangen war und dort ihren ersten Paramount-Film Marokko gedreht hatte, holte sie Maria zu sich nach Kalifornien. Bereits in jungen Jahren geriet sie so in Kontakt mit dem Showbusiness. Im Film Die scharlachrote Kaiserin (1934) teilte sie sich mit ihrer Mutter die Titelrolle: Während sie Katharina die Große als Kind verkörperte, stellte Marlene Dietrich sie als Erwachsene dar. Auch in anderen Filmen übernahm sie kleine Rollen, wie in Der Garten Allahs.
Während des Zweiten Weltkriegs erhielt Maria Schauspielunterricht an Max Reinhardts Schauspielschule in Hollywood. Nach erfolgtem Abschluss nannte sie sich Maria Manton und spielte Theater in Hollywood, übernahm Regie und gab Unterricht. Kurz vor Ende des Krieges folgte sie ihrer Mutter nach Europa und übernahm eine Rolle im Bühnenstück The Front Page, mit dem sie für die amerikanische Truppenbetreuung durchs zerstörte Europa und nach Kriegsende auch durch Deutschland tourte.
Nachdem sie nach Amerika zurückgekehrt war, heiratete sie in zweiter Ehe 1947 den Bühnenbildner William Riva und lebte überwiegend in New York. Sie bekam vier Söhne, darunter den später als Filmarchitekten bekannten John Michael Riva. Als Schauspielerin arbeitete Riva überwiegend am Theater sowie für Radio und Fernsehen (hier insbesondere in den 1950ern für zahlreiche Fernsehepisoden bei CBS Television). 1988 spielte sie in der Dickens-Filmparodie Die Geister, die ich rief … gemeinsam mit Robert Mitchum ein Ehepaar, ihr Sohn John Michael Riva war der Architekt des Films.
Außerdem kümmerte Riva sich um die Belange ihrer Mutter. Dies intensivierte sich im Laufe der Jahre, vor allem als sich Marlene Dietrich in ihre Pariser Wohnung zurückzog und niemanden mehr empfing. Kurz nach dem Tod ihrer Mutter veröffentlichte sie 1992 eine Biografie über diese, die unter dem Titel Meine Mutter Marlene auch auf Deutsch erschienen ist. In dem Buch, das im englischen Original fast 800 Seiten lang ist, beschreibt Riva detailliert das Leben ihrer Mutter und zeichnet dabei ein ambivalentes Bild von ihr. Themen des Buches sind Angewohnheiten der Dietrich, ihre beruflicher Selbstdisziplin sowie verschiedene Liebschaften, aber auch, dass sie laut Riva als Mutter meistens kühl und unnahbar war. 2022 erklärte Riva, sie habe Verständnis für das meiste im Leben ihrer Mutter, wenn auch nicht für alles.
Riva verkaufte 1993 den Großteil des Dietrich-Nachlasses an die Stadt Berlin, wo er in der Deutschen Kinemathek untergebracht wurde. Die „Sammlung Marlene Dietrich“ umfasste 300.000 Besitztümer: Tagebücher, Bücher, Kostüme, Reisekoffer und Erinnerungsstücke. Riva nannte ihren Wunsch, die Sammlung zusammenzuhalten. 2001 erschien der Dokumentarfilm Her Own Song, der von Maria Rivas Sohn David Riva erstellt wurde und in dem sie ausführlich über ihre Mutter berichtet. 2005 veröffentlichte Riva die Gedichte und Gedankenaufzeichnungen, die ihre Mutter in ihrer Wohnung in der Avenue Montaigne in den letzten Jahren vor ihrem Tod schrieb. Unter dem Titel Nachtgedanken wurde das Buch zu einem Bestseller.
2018 stand sie für den Kurzfilm All Aboard, gedreht von ihrem Enkel John Michael Riva Jr., in der Rolle einer dementen Frau vor der Kamera. Maria Riva lebt in Los Angeles.

## Filmografie (Auswahl)
- 1934: Die scharlachrote Kaiserin (The Scarlet Empress)
- 1936: The King Steps Out
- 1936: Der Garten Allahs (The Garden of Allah)
- 1951–1954: Suspense (Fernsehserie, 5 Folgen)
- 1951–1955: Studio One (Fernsehserie, 15 Folgen)
- 1988: Die Geister, die ich rief … (Scrooged)
- 2018: All Aboard (Kurzfilm)

## Bibliografie
- Maria Riva: Meine Mutter Marlene (Originaltitel: Marlene Dietrich by Her Daughter, übersetzt von Julia Beise). Goldmann, München 1992, ISBN 3-570-01757-5; RM-Buchvertrieb, Rheda-Wiedenbrück 2000, ISBN 3-442-72653-0.
- Maria Riva, Werner Sudendorf; Jean-Jacques Naudet, Peter Riva (Hrsg.): Marlene Dietrich. Zum 100. Geburtstag (Originaltitel: Marlene Dietrich, übersetzt von Corina von Trotha und Robert Fische). Nicolai, Berlin 2001, ISBN 3-8758-4111-5.